# Beloit (Ohio)
Pour les articles homonymes, voir Beloit.
Beloit est un village américain situé dans le comté de Mahoning, dans l'Ohio. Selon le recensement de 2010, sa population est de 978 habitants.